# Nottingham Forest Football Club 2024-2025
Questa voce raccoglie le informazioni riguardanti il Nottingham Forest Football Club nelle competizioni ufficiali della stagione 2024-2025.

## Stagione
La stagione 2024-2025 è la 159ª stagione del club e la terza stagione consecutiva in Premier League. Oltre a disputare il massimo campionato inglese, il Forest partecipa anche alle due coppe inglesi: la FA Cup e la League Cup.

## Divise e sponsor
Lo sponsor tecnico, per la stagione 2024-2025, è Adidas, mentre gli sponsor ufficiali sono il main sponsor Kaiyun Sports, importante piattaforma sportiva digitale asiatica, e lo sleeve sponsor Ideagen, gruppo inglese specializzato nella creazione di software, per tutte le divise.
| Casa | Trasferta | Third |

## Rosa
Rosa e numerazione sono aggiornati al 19 agosto 2024.
| N. |                           | Ruolo | Calciatore            |
| -- | ------------------------- | ----- | --------------------- |
| 1  | Stati Uniti (bandiera)    | P     | Matt Turner           |
| 4  | Inghilterra (bandiera)    | D     | Joe Worrall           |
| 4  | Brasile (bandiera)        | D     | Morato                |
| 5  | Brasile (bandiera)        | D     | Murillo               |
| 6  | Costa d'Avorio (bandiera) | C     | Ibrahim Sangaré       |
| 7  | Galles (bandiera)         | D     | Neco Williams         |
| 8  | Scozia (bandiera)         | C     | Elliot Anderson       |
| 9  | Nigeria (bandiera)        | A     | Taiwo Awoniyi         |
| 10 | Inghilterra (bandiera)    | C     | Morgan Gibbs-White    |
| 11 | Nuova Zelanda (bandiera)  | A     | Chris Wood            |
| 12 | Irlanda (bandiera)        | D     | Andrew Omobamidele    |
| 14 | Ghana (bandiera)          | A     | Callum Hudson-Odoi    |
| 15 | Inghilterra (bandiera)    | D     | Harry Toffolo         |
| 16 | Argentina (bandiera)      | C     | Nicolás Domínguez     |
| 17 | Germania (bandiera)       | A     | Eric da Silva Moreira |
| 18 | Inghilterra (bandiera)    | C     | James Ward-Prowse     |

| N. |                           | Ruolo | Calciatore            |
| -- | ------------------------- | ----- | --------------------- |
| 19 | Spagna (bandiera)         | D     | Álex Moreno           |
| 20 | Portogallo (bandiera)     | A     | Jota                  |
| 21 | Svezia (bandiera)         | A     | Anthony Elanga        |
| 22 | Inghilterra (bandiera)    | C     | Ryan Yates (capitano) |
| 24 | Paraguay (bandiera)       | A     | Ramón Sosa            |
| 25 | Nigeria (bandiera)        | A     | Emmanuel Dennis       |
| 26 | Belgio (bandiera)         | P     | Matz Sels             |
| 27 | Inghilterra (bandiera)    | D     | Omar Richards         |
| 28 | Brasile (bandiera)        | C     | Danilo                |
| 30 | Costa d'Avorio (bandiera) | D     | Willy Boly            |
| 31 | Serbia (bandiera)         | D     | Nikola Milenković     |
| 33 | Brasile (bandiera)        | P     | Carlos Miguel         |
| 34 | Nigeria (bandiera)        | D     | Ola Aina              |
| 35 | Corea del Sud (bandiera)  | A     | Hwang Ui-jo           |
| 44 | Inghilterra (bandiera)    | D     | Zach Abbott           |

## Calciomercato

### Sessione estiva(dal 14/6 al 30/8)
| Acquisti         | Acquisti              | Acquisti          | Acquisti                |
| R.               | Nome                  | a                 | Modalità                |
| ---------------- | --------------------- | ----------------- | ----------------------- |
| P                | Carlos Miguel         | Corinthians       | definitivo (4,1 mln €)  |
| D                | David Carmo           | Porto             | definitivo              |
| D                | Loïc Mbe Soh          | Almere City       | fine prestito           |
| D                | Scott McKenna         | Copenaghen        | fine prestito           |
| D                | Nikola Milenković     | Fiorentina        | definitivo (14,4 mln €) |
| D                | Morato                | Benfica           | definitivo (15,1 mln €) |
| D                | Álex Moreno           | Aston Villa       | prestito                |
| D                | Jonathan Panzo        | Standard Liegi    | fine prestito           |
| D                | Omar Richards         | Olympiacos        | fine prestito           |
| D                | Marko Stamenic        | Stella Rossa      | definitivo (5,5 mln €)  |
| C                | Brandon Aguilera      | Bristol Rovers    | fine prestito           |
| C                | Elliot Anderson       | Newcastle Utd     | definitivo (18 mln €)   |
| C                | Orel Mangala          | Olympique Lione   | fine prestito           |
| C                | Lewis O'Brien         | Middlesbrough     | fine prestito           |
| C                | Jonjo Shelvey         | Çaykur Rizespor   | fine prestito           |
| C                | James Ward-Prowse     | West Ham Utd      | prestito                |
| C                | Joe Worrall           | Beşiktaş          | fine prestito           |
| A                | Josh Bowler           | Cardiff City      | fine prestito           |
| A                | Emmanuel Dennis       | Watford           | fine prestito           |
| A                | Kristian Fletcher     | D.C. United       | prestito                |
| A                | Hwang Ui-jo           | Alanyaspor        | fine prestito           |
| A                | Alex Mighten          | Port Vale         | fine prestito           |
| A                | Jota Silva            | Vitória Guimarães | definitivo (7,1 mln €)  |
| A                | Ramón Sosa            | Talleres (C)      | definitivo              |
| A                | Dale Taylor           | Wycombe           | fine prestito           |
| Altre operazioni |                       |                   |                         |
| R.               | Nome                  | a                 | Modalità                |
| P                | George Murray-Jones   | Manchester City   | definitivo              |
| D                | Fin Back              | Carlisle Utd      | fine prestito           |
| D                | Eric da Silva Moreira | St. Pauli         | definitivo (1,5 mln €)  |
| D                | Aaron Donnelly        | Dundee            | fine prestito           |
| C                | Shae Cahill           | Brisbane Roar     | svincolato              |
| A                | Scott Hamilton        | Linfield          | definitivo              |
| A                | Julian Larsson        | Morecambe         | fine prestito           |

| Cessioni         | Cessioni             | Cessioni         | Cessioni                |
| R.               | Nome                 | a                | Modalità                |
| ---------------- | -------------------- | ---------------- | ----------------------- |
| P                | Wayne Hennessey      |                  | fine contratto          |
| P                | Matt Turner          | Crystal Palace   | prestito                |
| P                | Odysseas Vlachodīmos | Newcastle Utd    | definitivo (24 mln €)   |
| D                | Harry Arter          | Precision        | fine contratto          |
| D                | David Carmo          | Olympiacos       | prestito                |
| D                | Felipe               |                  | ritirato                |
| D                | Loïc Mbe Soh         | Beerschot VA     | fine contratto          |
| D                | Scott McKenna        | Las Palmas       | fine contratto          |
| D                | Gonzalo Montiel      | Siviglia         | fine prestito           |
| D                | Jonathan Panzo       | Rio Ave          | prestito                |
| D                | Omar Richards        | Rio Ave          | prestito                |
| D                | Marko Stamenic       | Olympiacos       | prestito                |
| D                | Nuno Tavares         | Arsenal          | fine prestito           |
| C                | Brandon Aguilera     | Rio Ave          | definitivo              |
| C                | Cheikhou Kouyaté     |                  | fine contratto          |
| C                | Orel Mangala         | Olympique Lione  | definitivo (24 mln €)   |
| C                | Moussa Niakhaté      | Olympique Lione  | definitivo (32,4 mln €) |
| C                | Lewis O'Brien        | Los Angeles FC   | prestito                |
| C                | Joe Worrall          | Burnley          | definitivo (6 mln €)    |
| A                | Josh Bowler          | Preston N.E.     | prestito                |
| A                | Alex Mighten         | San Diego        | definitivo              |
| A                | Divock Origi         | Milan            | fine prestito           |
| A                | Rodrigo Ribeiro      | Sporting Lisbona | fine prestito           |
| A                | Dale Taylor          | Wigan            | prestito                |
| Altre operazioni |                      |                  |                         |
| R.               | Nome                 | a                | Modalità                |
| D                | Aaron Donnelly       | Colchester Utd   | prestito                |
| D                | Tony Gbopo           |                  | fine contratto          |
| D                | Elijah Morgan        |                  | fine contratto          |
| D                | Theo Robinson        |                  | fine contratto          |
| C                | Kevin Adueni         |                  | fine contratto          |
| C                | Henry Lister         | Hearts B         | fine contratto          |
| C                | Jamie McDonnell      | Colchester Utd   | prestito                |
| C                | Joel Thompson        | Colchester Utd   | fine contratto          |
| A                | Ethan Hull           |                  | fine contratto          |
| A                | Ateef Konaté         |                  | fine contratto          |
| A                | Julian Larsson       | Burton Albion    | definitivo              |
| A                | Manni Norkett        | Cheltenham Town  | prestito                |
| A                | Detlef Esapa Osong   | Rotherham Utd    | prestito                |

### Operazioni esterne(dal 31/8 al 31/12)
| Acquisti | Acquisti | Acquisti | Acquisti |
| R.       | Nome     | a        | Modalità |
| -------- | -------- | -------- | -------- |

| Cessioni | Cessioni    | Cessioni   | Cessioni   |
| R.       | Nome        | a          | Modalità   |
| -------- | ----------- | ---------- | ---------- |
| A        | Hwang Ui-jo | Alanyaspor | definitivo |

### Sessione invernale
| Acquisti         | Acquisti         | Acquisti         | Acquisti         |
| R.               | Nome             | da               | Modalità         |
| Altre operazioni | Altre operazioni | Altre operazioni | Altre operazioni |
| R.               | Nome             | da               | Modalità         |
| ---------------- | ---------------- | ---------------- | ---------------- |
| A                | Josh Bowler      | Preston N.E.     | fine prestito    |

| Cessioni         | Cessioni         | Cessioni         | Cessioni         |
| R.               | Nome             | a                | Modalità         |
| Altre operazioni | Altre operazioni | Altre operazioni | Altre operazioni |
| R.               | Nome             | da               | Modalità         |
| ---------------- | ---------------- | ---------------- | ---------------- |
| A                | Josh Bowler      | Luton Town       | prestito         |

## Risultati

### Premier League

#### Girone di andata
| Arbitro: | Oliver (Northumberland) |

|          |           |             |
| Wood 23’ | Marcatori | 86’ Semenyo |

| Arbitro: | Barrott (Yorkshire) |

|  |           |                 |
|  | Marcatori | 70’ Gibbs-White |

| Arbitro: | Hooper (Wiltshire) |

|          |           |                |
| Wood 10’ | Marcatori | 12’ Bellegarde |

| Arbitro: | Oliver (Northumberland) |

|  |           |                 |
|  | Marcatori | 72’ Hudson-Odoi |

| Arbitro: | R. Jones (Merseyside) |

|                             |           |                      |
| Hinshelwood 42’ Welbeck 45’ | Marcatori | 13’ Wood 70’ R. Sosa |

| Arbitro: | J. Smith (Peterborough) |

|  |           |                       |
|  | Marcatori | 51’ (rig.) R. Jiménez |

| Arbitro: | Kavanagh (Lancashire) |

|             |           |          |
| Madueke 57’ | Marcatori | 49’ Wood |

| Arbitro: | Robinson (West Sussex) |

|          |           |  |
| Wood 65’ | Marcatori |  |

| Arbitro: | Pawson (South Yorkshire) |

|           |           |                         |
| Vardy 23’ | Marcatori | 16’ Yates 47’, 60’ Wood |

| Arbitro: | Bankes (Merseyside) |

|                                   |           |  |
| Wood 27’ Hudson-Odoi 65’ Aina 78’ | Marcatori |  |

| Arbitro: | Taylor |

|             |           |                                   |
| Murillo 21’ | Marcatori | 54’ Isak 72’ Joelinton 83’ Barnes |

| Arbitro: | Hooper |

|                                 |           |  |
| Saka 15’ Thomas 52’ Nwaneri 86’ | Marcatori |  |

| Arbitro: | Harrington |

|                 |           |  |
| Wood 49’ (rig.) | Marcatori |  |

| Arbitro: | Oliver |

|                                          |           |  |
| Bernardo Silva 8’ De Bruyne 31’ Doku 57’ | Marcatori |  |

| Arbitro: | England |

|                              |           |                                        |
| Højlund 18’ B. Fernandes 61’ | Marcatori | 2’ Milenković 47’ Gibbs-White 54’ Wood |

| Arbitro: | Barrott |

|                             |           |           |
| Milenković 87’ Elanga 90+3’ | Marcatori | 63’ Durán |

| Arbitro: | Oliver (Northumberland) |

|  |           |                     |
|  | Marcatori | 38’ Aina 51’ Elanga |

| Arbitro: | Pawson |

|            |           |  |
| Elanga 28’ | Marcatori |  |

| Arbitro: | Harrington |

|  |           |                          |
|  | Marcatori | 15’ Wood 61’ Gibbs-White |

#### Girone di ritorno
| Arbitro: | Bankes |

|  |           |                                       |
|  | Marcatori | 7’ Gibbs-White 44’ Wood 90+4’ Awoniyi |

| Arbitro: | Kavanagh |

|         |           |          |
| Wood 8’ | Marcatori | 66’ Jota |

| Arbitro: | Taylor |

|                                          |           |                            |
| E. Anderson 11’ Hudson-Odoi 28’ Wood 41’ | Marcatori | 60’ Bednarek 90+1’ Onuachu |

| Arbitro: | Pawson |

|                                                     |           |  |
| J. Kluivert 9’ Ouattara 55’, 61’, 87’ Semenyo 90+1’ | Marcatori |  |

| Arbitro: | Hooper |

|                                                                                         |           |  |
| Dunk 12’ (aut.) Gibbs-White 25’ Wood 32’, 64’, 69’ (rig.) Williams 89’ Jota Silva 90+1’ | Marcatori |  |

| Arbitro: | Bramall |

|                           |           |          |
| Smith Rowe 15’ Bassey 62’ | Marcatori | 37’ Wood |

| Arbitro: | Gillett |

|                                    |           |                                         |
| Miley 23’ Murphy 25’ Isak 33’, 34’ | Marcatori | 6’ Hudson-Odoi 63’ Milenković 90’ Yates |

| Nottingham 26 febbraio 2025, ore 19:30 WET 27ª giornata | Nottingham Forest | 0 – 0 referto | Arsenal | City Ground (30 200 spett.)\| Arbitro: \| Madley \| |
| Arbitro:                                                | Madley            |               |         |                                                     |

| Arbitro: | Kavanagh |

|                 |           |  |
| Hudson-Odoi 83’ | Marcatori |  |

| Arbitro: | Salisbury |

|                         |           |                                               |
| Cajuste 82’ Hirst 90+3’ | Marcatori | 35’ Milenković 37’, 41’ Elanga 87’ Jota Silva |

| Arbitro: | Gillett |

|           |           |  |
| Elanga 5’ | Marcatori |  |

| Arbitro: | Hooper |

|                      |           |                |
| Rogers 13’ Malen 15’ | Marcatori | 57’ Jota Silva |

| Arbitro: | Pawson |

|  |           |                |
|  | Marcatori | 90+4’ Doucouré |

| Arbitro: | Bankes |

|                 |           |                         |
| Richarlison 87’ | Marcatori | 5’ E. Anderson 16’ Wood |

| Arbitro: | England |

|  |           |                      |
|  | Marcatori | 44’ Schade 70’ Wissa |

| Arbitro: | Madley |

|                |           |             |
| Eze 60’ (rig.) | Marcatori | 64’ Murillo |

| Arbitro: | Harrington |

|                          |           |                          |
| Gibbs-White 25’ Wood 56’ | Marcatori | 16’ Coady 81’ Buonanotte |

| Arbitro: | Barrott |

|           |           |                                |
| Bowen 86’ | Marcatori | 11’ Gibbs-White 61’ Milenković |

| Arbitro: | Taylor |

|  |           |             |
|  | Marcatori | 50’ Colwill |

### FA Cup
| Arbitro: | England |

|                    |           |  |
| Yates 40’ Sosa 68’ | Marcatori |  |

| Arbitro: | Kitchen |

|                                   |                      |                                       |
| Magennis 5’, 50’                  | Marcatori            | 15’ Sosa 37’ Awoniyi                  |
| Magennis R. Cole MacDonald Yogane | Tiri di rigore 2 – 4 | Wood Gibbs-White Anderson N. Williams |

| Arbitro: | Harrington |

|                                                   |                      |                                       |
| Yates 68’                                         | Marcatori            | 53’ Hirst                             |
| Wood Gibbs-White Anderson N. Williams Hudson-Odoi | Tiri di rigore 5 – 4 | Morsy Delap Cajuste Johnson J. Taylor |

| Arbitro: | Bankes |

|                                            |                      |                                                      |
| João Pedro Gruda Hinshelwood D. Gómez Dunk | Tiri di rigore 3 – 4 | E. Anderson Hudson-Odoi N. Williams Milenković Yates |

| Arbitro: | Oliver |

|  |           |                       |
|  | Marcatori | 2’ Lewis 51’ Gvardiol |

### EFL Cup
| Arbitro: | Brooks (Leicestershire) |

|                                                    |                      |                                           |
| Jota Silva 50’                                     | Marcatori            | 1’ Willock                                |
| Hudson-Odoi Milenković N. Williams Sangaré Awoniyi | Tiri di rigore 3 – 4 | Isak Joelinton Guimarães Gordon Longstaff |

## Statistiche finali

### Statistiche di squadra
Aggiornate al 25 maggio 2025.
| Competizione   | Punti | In casa | In casa | In casa | In casa | In casa | In casa | In trasferta | In trasferta | In trasferta | In trasferta | In trasferta | In trasferta | In campo neutro | In campo neutro | In campo neutro | In campo neutro | In campo neutro | In campo neutro | Totale | Totale | Totale | Totale | Totale | Totale | DR  |
| Competizione   | Punti | G       | V       | N       | P       | Gf      | Gs      | G            | V            | N            | P            | Gf           | Gs           | G               | V               | N               | P               | Gf              | Gs              | G      | V      | N      | P      | Gf     | Gs     | DR  |
| -------------- | ----- | ------- | ------- | ------- | ------- | ------- | ------- | ------------ | ------------ | ------------ | ------------ | ------------ | ------------ | --------------- | --------------- | --------------- | --------------- | --------------- | --------------- | ------ | ------ | ------ | ------ | ------ | ------ | --- |
| Premier League | 65    | 19      | 8       | 5       | 5       | 26      | 16      | 19           | 10           | 3            | 6            | 32           | 30           | -               | -               | -               | -               | -               | -               | 38     | 19     | 8      | 11     | 58     | 46     | +12 |
| FA Cup         | -     | 2       | 1       | 1       | 0       | 3       | 1       | 2            | 0            | 2            | 0            | 2            | 2            | 1               | 0               | 0               | 1               | 0               | 2               | 5      | 1      | 3      | 1      | 5      | 5      | 0   |
| EFL Cup        | -     | 1       | 0       | 1       | 0       | 1       | 1       | -            | -            | -            | -            | -            | -            | -               | -               | -               | -               | -               | -               | 1      | 0      | 1      | 0      | 1      | 1      | 0   |
| Totale         | -     | 22      | 10      | 7       | 5       | 30      | 18      | 21           | 10           | 5            | 6            | 34           | 32           | 1               | 0               | 0               | 1               | 0               | 2               | 44     | 19     | 12     | 13     | 64     | 52     | +12 |

### Andamento in campionato
| Giornata  | 1  | 2 | 3 | 4 | 5 | 6  | 7  | 8 | 9 | 10 | 11 | 12 | 13 | 14 | 15 | 16 | 17 | 18 | 19 | 20 | 21 | 22 | 23 | 24 | 25 | 26 | 27 | 28 | 29 | 30 | 31 | 32 | 33 | 34 | 35 | 36 | 37 | 38 |
| --------- | -- | - | - | - | - | -- | -- | - | - | -- | -- | -- | -- | -- | -- | -- | -- | -- | -- | -- | -- | -- | -- | -- | -- | -- | -- | -- | -- | -- | -- | -- | -- | -- | -- | -- | -- | -- |
| Luogo     | C  | T | C | T | T | C  | T  | C | T | C  | C  | T  | C  | T  | T  | C  | T  | C  | T  | T  | C  | C  | T  | C  | T  | T  | C  | C  | T  | C  | T  | C  | T  | C  | T  | C  | T  | C  |
| Risultato | N  | V | N | V | N | P  | N  | V | V | V  | P  | P  | V  | P  | V  | V  | V  | V  | V  | V  | N  | V  | P  | V  | P  | P  | N  | V  | V  | V  | P  | P  | V  | P  | N  | N  | V  | P  |
| Posizione | 11 | 7 | 9 | 7 | 8 | 10 | 10 | 8 | 6 | 3  | 5  | 7  | 6  | 7  | 5  | 4  | 4  | 4  | 3  | 3  | 3  | 3  | 3  | 3  | 3  | 3  | 3  | 3  | 3  | 3  | 3  | 4  | 3  | 6  | 6  | 7  | 7  | 7  |

Fonte: (EN) Tables, in Premier League.
Legenda:

Luogo: C = Casa; T = Trasferta. Risultato: V = Vittoria; N = Pareggio; P = Sconfitta.